# Atomteori
I kemi og fysik er atomteori en videnskabelig teori om stofs egenskaber, der siger, at stof består af diskrete enheder kaldet atomer. Den begyndte som et filosofisk koncept i Oldtidens Grækenland, og blev en del af den moderne naturvidenskab i begyndelsen af 1800-tallet, da opdagelser inden for kemi viste, at stof virkeligt opførte sig som om, at det bestod af atomer.
Ordet atom kommer fra oldgræsk atomos, der betyder "udelelig". Kemikere i 1800-tallet begyndte at bruge termen i forbindelse med et voksende antal irreducible kemiske elementer. Omkring begyndelsen af 1900-tallet opdagede fysikere, via forskellige eksperimenter med elektromagnetisme og radioaktivitet, at det såkaldte udelelige atom i virkeligheden var en samling af subatomarer partikler (hovedsageligt elektroner, protoner og neutroner), der kan eksistere adskilt fra hinanden. Under særlige ekstreme forhold, som i en neutronstjerne, under ekstreme temperaturer og ekstremt tryk, så eksisterer der slet ikke nogen atomer overhovedet.
Siden man fandt ud af, at atomerne kunne deles i mindre partikler, har fysikere opfundet termen "elementarpartikel" til at beskrive de udelelige, men ikke uforgængelige, dele af et atom. Det felt inden for videnskaben, som undersøger subatomare partikler kaldes partikelfysik, og det er i dette felt, at fysikere håber at finde de grundlæggende egenskaber ved stof.